# Les Nouvelles Aventures de Flipper le dauphin
Pour les articles homonymes, voir Flipper (homonymie).
Les Nouvelles Aventures de Flipper le dauphin ou Flipper (Flipper: The New Adventures) est une série télévisée américaine en 88 épisodes de 50 minutes, créée par Ricou Browning et Jack Cowden et diffusée entre le 2 octobre 1995 et le 18 mai 1997 en syndication, puis entre le 5 septembre 1998 et le 1er juillet 2000 sur le réseau Pax.
En France, la série est diffusée à partir du 30 décembre 1996 sur TF1 puis sur TF6, Série Club et NRJ 12.
Il s'agit d'un reboot de la série originale de 1964, Flipper le dauphin.

## Synopsis
En Floride, les aventures de la famille Ricks : le père, Porter, responsable du parc aquatique Coral Key et ses deux fils, Sandy et Bud. Mais le véritable héros de la série est Flipper, un grand dauphin apprivoisé par Bud, qui vient en aide aux nageurs en difficulté ou aux naufragés.

## Distribution
- Whip Hubley (VF : Patrick Borg) : Tom Hampton (saisons 2 à 4)
- Tiffany Lamb (VF : Laure Sabardin) : Dr Alex Parker-Hampton (saisons 3 et 4)
- Darrin Klimek (VF : David Krüger) : Mark Delaney (saisons 3 et 4)
- Anja Coleby (VF : Sybille Tureau) : Holly Myers (saisons 2 à 4)
- Craig Marriott (VF : Jim Redler) : Chris Parker (saisons 3 et 4)
- Laura Donaldson (VF : Justine Bazin) : Jackie Parker (saisons 3 et 4)
- Gus Mercurio (VF : Richard Leblond) : Edouard « Cap » Daulton (saisons 2 à 4)
- Skye Patch : Courtney Gordon (saisons 3 et 4)
- Brian Wimmer (VF : Emmanuel Curtil) : Dr Keith « Bud » Ricks (saison 1)
- Colleen Flynn : Dr Pamela « Pam » Blondell (saison 1)
- Payton Haas : Mike Blondell (saison 1)
- Jessica Alba (VF : Sylvie Jacob) : Maya Graham (saisons 1 et 2)
- Elizabeth Morehead (VF : Danièle Douet) : Dr Jennifer Daulton (saison 2)
- Wren T. Brown (VF : Thierry Desroses) : Quinn Garnett (saison 2)
- Scott Michaelson (VF : Cédric Dumond) : Dean Gregson (saison 2)

- Version française
  - Société de doublage : One Take Productions[2]
  - Direction artistique : Stéphane Bazin[2]
  - Adaptation des dialogues : Michel Mella, William Coryn et Amélie Morin[2]

Source VF : AlloDoublage

## Épisodes

### Première saison (1995-1996)
1. Notre ami Flipper (Pilot)
2. Le Trésor des pirates (Treasure Hunt)
3. La terreur verte (Green Freak)
4. Keith mène l'enquête (True Believer)
5. L'Enlèvement - 1re partie (Kidnapped - Part 1)
6. L'Enlèvement - 2e partie (Kidnapped - Part 2)
7. Frères ennemis (With Brothers Like This)
8. Le Chant des sirènes (Yellow Submarine)
9. Le Retour de Scott (F. Scott)
10. Eaux troubles (That's a Moray)
11. Amnésie (Fish out of Water)
12. Chasseur de perles (Pearl Maker)
13. Le Missile (Missile Crisis)
14. L'Ouragan (Hurricane)
15. Mauvaise compagnie (Surf Gang)
16. L'Île aux singes (Monkey Island)
17. La Menace (Menace to Seaciety)
18. L'Adoption (Girl Who Came to Dinner)
19. Dépôts toxiques (Muddy Waters)
20. La Vengeance (Past Tense)
21. Les requins attaquent (Sharks !)
22. Accident de plongée (Flipper Speaks)

### Deuxième saison (1996-1997)
1. La Légende du dauphin blanc (The White Dolphin)
2. Un cheval très convoité (Seahorse)
3. La Baie des pirates (Ghost Ship)
4. Le Secret du marquis (The Sword of Carlos de Cabral)
5. Radio pirate (Radio Free Flipper)
6. Sabotage (A Day at the Boat Races)
7. Un bébé très encombrant (Maternity Test)
8. Une partie difficile (Best of the Beach)
9. Vengeance en haute mer (Wedding Bell Blues)
10. Un secret bien gardé (Ebb Tide)
11. Un long week-end (Long Weekend)
12. Les Naufragés d'Eldron (Paradise Found)
13. Flipper à Miami (Flipper Goes to Miami)
14. Le Refrain du passé (Beach Music)
15. Qui cherche trouve ! (Help Me, Rhonda)
16. Maya (La Sirene Maya)
17. L'Île de la sirène (Mermaid Island)
18. Un anniversaire explosif (The Package)
19. Légitime défense (Retribution Beach)
20. Le Retour du champion (On the Ropes)
21. Pris pour cible (Target Practice)
22. Dans l'œil du cyclone (Reflections)

### Troisième saison (1998-1999)
1. Et la robe de mariée ? (A Fine Romance)
2. L'Enfant du naufrage (The Mayday Kid)
3. Marée noire (Swimming With Sharks)
4. Trésor de guerre (U-Boat)
5. Recherche monstre désespérément (Sea Demons)
6. Plongée mystérieuse (Missing)
7. Rodéo marin (The Outsiders)
8. Amerrissage forcé (Splashdown)
9. La Maria D en danger (Big Fish, Little Fish)
10. Les Caprices de la grand-mère (Thanksgiving)
11. Un noël agité (Silent Night)
12. La Famille Robinson (Storm Island)
13. Du vague à l'âme (Lost and Found)
14. Que le meilleur gagne (The Challenger)
15. La Chute d'une idole (Fallen Hero)
16. Le Grand blanc (Predator)
17. Secret défense (Stars & Stripes)
18. Le Naufragé du Zéphyr (Wreck of the Zephyr)
19. Une journée sans histoire (One Perfect Day)
20. Panique en profondeur (A Helping Hand)
21. Mon vœu le plus cher (The Wish)
22. Décompression (Saving Tom)

### Quatrième saison (1999-2000)
1. Les Vacances de printemps (Spring Break)
2. Défaillance (Blind Faith)
3. L'Absent (Nickels & Dimes)
4. L'Ouragan du siècle (Hurricane)
5. L'Ivresse des profondeurs (Free-Diving)
6. Un soir mémorable (A Night to Remember)
7. Un week-end extraordinaire (Princess Weekend)
8. Une si jolie lumière (Waterworld)
9. Le Dauphin noir (Black Dolphin)
10. Tout ce qui brille (Class)
11. Un accident stupide (The Inquiry)
12. Amour de jeunesse (Cap in Love)
13. Le Message dans la bouteille (Message in a Bottle)
14. Le Solitaire (Going Solo)
15. Le Trésor (Kidd's Treasure)
16. Travaux forcés (Mr Mom)
17. Le Bateau mystérieux (Mystery Ship)
18. La Rééducation de Rita (Re-Educating Rita)
19. La Survivante (The Survivor)
20. La Princesse (Destiny)
21. Le Père prodigue (Prodigal Father)
22. Télépathie (The Dreaming)